# Karvalyvércse
A karvalyvércse (Falco zoniventris) a madarak osztályának sólyomalakúak (Falconiformes) rendjéhez, azon belül  a sólyomfélék (Falconidae) családjához tartozó faj.

## Rendszerezése
A fajt Wilhelm Peters német természettudós írta le 1854-ben.

## Előfordulása
Madagaszkár területén honos. Természetes élőhelyei a szubtrópusi és trópusi síkvidéki és hegyi esőerdők, mangroveerdők, szavannák és cserjések, valamint ültetvények és másodlagos erdők. Állandó, nem vonul faj.

## Megjelenése
Testhossza 29 centiméter, szárnyfesztávolsága 60–68 centiméter, testtömege 180–240 gramm.

## Életmódja
Kisebb hüllőkkel, kaméleonokkal, gekkókkal és rovarokkal táplálkozik.

## Természetvédelmi helyzete
Az elterjedési területe nagyon nagy, egyedszáma 670-6700 példány közötti, viszont stabil. A Természetvédelmi Világszövetség Vörös listáján nem fenyegetett fajként szerepel.